# Fisher Building
Le Fisher Building est un gratte-ciel situé à Détroit, aux États-Unis. 
D'une hauteur de 135 mètres, il comporte 29 étages. Sa construction s'est étalée entre 1927 et 1928, et il fait partie des National Historic Landmark.
Le style de la tour s'inspire de l'architecture Maya, à l'instar d'autres gratte-ciel construits dans le style néo-américain. Le Manhattan Municipal Building de New York est également l'un de ses modèles.
À l'origine, la toiture en croupe était recouverte de tuiles en feuille d'or, mais pendant la Seconde Guerre mondiale, ces tuiles ont été recouvertes d'asphalte puisque la surface réfléchissante pouvait attirer les bombardiers ennemis. Il est parfois nommé « le plus grand objet d'art de Detroit ».
L'œuvre fut commandée par les frères Fisher, propriétaires du carrossier automobile américain Fisher Body, dans le cadre d'un projet immobilier en trois étapes qui coûterait 35 millions de dollars. En raison des effets associés à la Grande Dépression, seule la première étape, le Fisher Building, a été achevée pour 10 millions de dollars. Le bâtiment fut conçu et réalisé par l'architecte Albert Kahn.
En 1974, Tri-Star Development rachète le Fisher Building et une construction voisine, le New Center Building, pour un montant de près de 20 millions de dollars. En 2001, les deux bâtiments deviennent propriété de Farbman Group pour 31 millions de dollars. En 2015, la société les perd au profit de son prêteur. 
Depuis le 16 décembre 1928, le bâtiment accueille les locaux de la station radio WJR (en), qui occupe les étages 7 et 8,. 